# Terneskjeret (Lindås)
Ne doit pas être confondu avec Terneskjeret, Terneskjeret (Fjell) ou Terneskjeret (Masfjorden).
Terneskjeret est une île dans le landskap Sunnhordland du comté de Vestland. Elle appartient administrativement à Lindås.

## Géographie
Rocheuse et désertique, à fleur d'eau, elle s'étend sur environ 38 m de longueur pour une largeur approximative maximale de 22 m. 